# تاگرموس
تاگرموس (به لاتین: Tägermoos) یک منطقهٔ مسکونی در سوئیس است که در ایالت تورگاو واقع شده‌است.

## خصوصیات
تاگرموس ۱٫۵۴۱۴۰۱ کیلومترمربع مساحت و ۲۰ نفر جمعیت دارد و ۳۹۷ متر بالاتر از سطح دریا واقع شده‌است.